# 棚橋宗一郎
棚橋 宗一郎（たなはし そういちろう、1992年10月6日 - ）は、日本のラグビー選手。

## プロフィール
- 栃木県出身[1]。
- ポジションはウィング(WTB))。
- 身長 178cm、体重 79kg

## 略歴
2011年、国学院栃木高校卒業後、専修大学に入学する。なお国学院栃木高校、高校日本代表候補に選ばれたことがある。
2014年、専修大学ラグビー部の主将に就任した。
2015年、専修大学卒業後、三菱重工相模原ダイナボアーズに加入。同年11月14日に行われたトップイーストリーグDiv.1第8節のセコムラガッツ戦に途中出場で公式戦初出場を果たす。
2019年、三菱重工相模原ダイナボアーズを退団した。